# Langstaartkoël
De langstaartkoël (Urodynamis taitensis) is een koekoekssoort uit de familie koekoeken (Cuculidae). Deze vogel komt in de broedtijd voor in Nieuw-Zeeland en trekt in de zuidelijke winter naar eilanden in het westen van Oceanië. 

## Kenmerken
De langstaartkoël is een vrij grote koekoek met een lengte van 40 cm. De vogel is overwegend bruin gekleurd. Van boven donkerbruin met een afwisselend roodbruin en wit vlekkenpatroon en witte stippen op de kop, rug en vleugels. Onvolwassen vogel hebben dit ook, maar zijn van onder roodbruin en zijn meer gestreept.

## Verspreiding en leefgebied
In de broedtijd (september tot mei) komt de vogel voor in Nieuw-Zeeland. Buiten de broedtijd verspreid de vogel zich over noordwestelijk gelegen eilanden tot aan de Bismarckarchipel (Papoea-Nieuw-Guinea), de Marshalleilanden, Carolinen en de Marquesaseilanden. De vogel houdt zich goed verborgen op in dichte bossen met veel ondergroei. Hij wordt meestal pas opgemerkt als hij wordt opgejaagd door zangvogels waarop hij parasiteert.
De langstaartkoël is een broedparasiet die eieren legt in typisch Nieuw-Zeelandse zangvogels zoals de mohoua, witkopmohoua en finschia.

## Status
De langstaartkoël heeft een ruim verspreidingsgebied en daardoor alleen al is de kans op de status  kwetsbaar (voor uitsterven) niet groot. De grootte van de populatie is niet gekwantificeerd. Deze koël is niet schaars, maar gaat in aantal achteruit. Echter, het tempo ligt onder de 30% in tien jaar (minder dan 3,5% per jaar). Om deze redenen staat de langstaartkoël als niet bedreigd op de Rode Lijst van de IUCN.